# Кампер, Дитмар
Дитма́р Ка́мпер (нем. Dietmar Kamper, 5 октября 1936, Эркеленц, Северный Рейн — Вестфалия — 28 октября 2001, Берлин) — немецкий философ, социолог, историк искусства и антрополог.

## Биография и творчество
Учился в университетах Кёльна, Тюбингена, Мюнхена. В Мюнхене сблизился с католическим философом Максом Мюллером, который стал одним из его духовных наставников. Внимательно читал немецких мистиков (Я. Бёме), романтиков (Баадер, Новалис, братья Шлегель), Кьеркегора. Уже в этот период Кампера привлекают темы, представлявшиеся в ту пору маргинальными: переживание времени, восприятие тела, ощущение смертности. Доктор философии (1963). В 1973—1979 преподавал в Марбургском университете, стал деканом факультета социальных наук, с 1977 — вице-президент университета. С 1979 — профессор социологии культуры и исторической антропологии в Свободном университете Берлина, создает и возглавляет здесь Центр исторической антропологии.

## Кампер и французская мысль
Кампер, что большая редкость в Германии, проявлял интерес к гуманитарной мысли Франции. Читал Лакана, общался с Э. Мореном, переписывался с Фуко. Приглашенный с докладами во Францию, познакомился с Бодрийяром, П. Вирильо, М. Серром, переписывался с Чораном. Кампер способствовал рецепции постструктурализма в Германии.

## Основные идеи
Темы Кампера — время, визуальность, тело, воображение. Он синтезирует проблематику немецкого романтизма с философской герменевтикой и социологией культуры. Кампер занимался  такими проблемами, как переживание времени, восприятие тела, ощущение смертности, что сближает его с такими авторами, как Жан Бодрийяр, Эрнст Юнгер и Вальтер Беньямин. Центральная тема исследований Кампера — «способность воображения», которую, в отличие от классической философии, философ считает неотделимой от телесности. Автор работает с репрессивными последствиями этого феномена, считая рефлексию тела, обладающего воображением, путём к освобождению. Разум неотделим от тела, которое определено эпохой и господствующей системой воображения — в этом философ видел протест против традиционного рационалистического подхода к человеку. За Дитмаром Кампером признается вклад в развитие исторической антропологии и дискурса о новых медиа.
Ключевой для Кампера становится проблема тела. Философ предлагает различные фундаментальные метафоры боли, сопряженной с телом в различных контекстах. Для понимания феномена необходимым становится установление связи между воображением и телом, ведь концепт боли связан с образами и воображением, задаёт как модели восприятия и переживания, так и способы символической трансформации и преодоления боли. Важной проблемой становится связь воображения, тела и мышления телом. Камперу интересна специфика философско-культурологического исследования: анализ концепта и его исторически-культурного изменения. Философ писал о современном состоянии мира, проводя аналогию между современной цивилизацией и космическим кораблём, который, будучи сделанным человеком, находится в мёртвом космическом пространстве. Отвергнув действительность и необходимость, подобно ступеням ракеты, человек уже не помнит то, что он не всё контролирует. Отсутствие тормоза обращается против самого человека, и остановить этот процесс может только катастрофа. Тормозом (стоп-краном) может стать тело. Так как человек старается освободить себя от тела с присущей ему болью, Кампер призывает к «телесной революции в способе мышления», которая вернёт человека из далёкого космоса виртуальности на Землю. «Телесная революция в способе мышления» прорывает континуум внешних образов. Д. Кампера интересуют новые медиа и феномен демедиатизации, проблема насилия и противодействия ему. Рассуждая о судьбе тела в современной цивилизации, Кампер пишет об антропологическом четырёхугольнике, концепте, разработанном на основании рассуждений Вилема Флюссера о четырех ступенях абстрагирования.

## Труды
- Geschichte und menschliche Natur: die Tragweite gegenwärtiger Anthropologie-Kritik. München: Hanser, 1973
- Abstraktion und Geschichte: Rekonstruktionen des Zivilisationsprozesses. München: C. Hanser, 1975
- Zur Geschichte des Koerpers. München: Hanser Verlag, 1976
- Über die Wünsche: ein Versuch zur Archäologie der Subjektivität. München: C. Hanser, 1977
- Dekonstruktionen. Marburg: Verlag Guttandin & Hoppe, 1979
- Zur Geschichte der Einbildungskraft. München: Hanser, 1981
- Das gefangene Einhorn. Muenchen: Hanser Verlag, 1983
- Zur Soziologie der Imagination. München: C. Hanser, 1986
- Das Heilige: seine Spur in der Moderne.Frankfurt/Main: Athenäum, 1987
- Kulturgesellschaft. Berlin: Ästhetik-u.-Kommunikation-Verl.-GmbH, 1987
- Das Schicksal der Liebe. Berlin: Quadriga, 1988
- Die Erloschene Seele: Disziplin, Geschichte, Kunst, Mythos. Berlin: D. Reimer, 1988
- Hieroglyphen der Zeit: Texte vom Fremdwerden der Welt. München: Hanser Verlag, 1988
- Zur Geschichte der Einbildungskraft: Enzyklopedie. Reinbek bei Hamburg: Rowohlt, 1990
- Rückblick auf das Ende der Welt / Hrsg. Dietmar Kamper, Christoph Wulf. Munchen: Klaus Boer Verlag, 1992
- Ästhetik als Performance: Doppelkurseinheit. Hagen: Fernuniv., 1993
- Bildstörungen: Im Orbit des Imaginären. Stuttgart: Cants Verlag, 1994
- Unmögliche Gegenwart: Zur Theorie der Phantasie. München: Fink Verlag, 1995
- Abgang vom Kreuz. München: Fink Verlag, 1996
- Im Souterrain der Bilder: die Schwarze Madonna. Bodenheim: Philo, 1997
- Selbstfremdheit. Berlin: Akad.-Verl., 1997
- Die Ästhetik der Abwesenheit: die Entfernung der Körper. München: W. Fink Verlag, 1999
- Idiosynkrasien. Berlin: Akad.-Verl., 1999
- Horizontverschiebung — Umzug ins Offene? Berlin: Akad.-Verl.,2001
- Kants Anthropologie. Berlin: Akad.-Verl., 2002
- Von Wegen. München: Fink Verlag, 1998
- Horizontwechsel. München: Fink Verlag, 2001

## Публикации на русском языке
- Знаки как шрамы: Графизм боли // Мысль: Альманах. Вып. 1. СПб.: Изд-во С.-Петерб. ун-та, 1997. С. 164—172.
- Между симуляцией и негэнтропией. Судьба личности, оглядывающейся на конец света. // Художественный журнал. № 13. С. 65-57
- Взгляд и насилие. Будущее очевидности // «СТ» (Ступени). Петербургский альманах. № 1(11), 2000 (переизд.: Флюссер В. За философию фотографии. СПб: Изд-во Санкт-Петербургского университета, 2008, с.102-108).
- Схватиться за стоп-кран. Искусство в головокружении скоростей// Художественный журнал, 2000, №30/31, с.27-28.
- Ассоциации. Семь отвергнутых предложений об искусстве, терроре и цивилизации// Художественный журнал, 2002, №43/44, с.81
- Quand meme. Воспоминание о Петербурге// Vita Cogitans, 2003, №2, с.211-218
- Тело, знание, голос и след. // Хора. Журнал современной зарубежной философии и философской компаративистики. 2009. № 1. С. 33-41
- Тело. Насилие. Боль. СПб.: Изд-во Русской христианской гуманитарной академии, 2010